# Werner Ramspeck
Johann Werner Ramspeck (* 20. August 1816 in Alsfeld; † 20. Juli 1887 ebenda) war ein hessischer Kaufmann, konservativer Politiker und Abgeordneter der 2. Kammer der Landstände des Großherzogtums Hessen.
Werner Ramspeck war der Sohn des Kaufmanns Gerhard Ramspeck und dessen Ehefrau Sibylla Katharine, geborene Hartmann. Ramspeck, der der evangelischen Kirche angehörte, heiratete Auguste Wilhelmine geborene Neeb.
Wie sein Vater war er Kaufmann und Bürgermeister in Alsfeld. Dort war er auch Direktor der Spar- und Leihkasse Alsfeld.
Von 1872 bis 1875 gehörte er der Zweiten Kammer der Landstände an. Er wurde für den Wahlbezirk der Stadt Alsfeld gewählt.